# George H. Thomas
George Henry Thomas (født 31. juli 1816 i Southampton County, Virginia, død 28. marts 1870 i San Francisco) var en karriereofficer i den amerikanske hær og general i unionshæren under den amerikanske borgerkrig. Han var en af de vigtigste hærchefer i det vestlige operationsområde.
Thomas gjorde tjeneste i den Mexicansk-amerikanske krig og valgte at blive i unionshæren under borgerkrigen, selv om han stammede fra Virginia. Han vandt en af første sejre for Unionen i Slaget ved Mill Springs i Kentucky og gjorde tjeneste som vigtig underordnet i Slaget ved Perryville og Slaget ved Stones River. Hans standhaftige forsvar under Slaget ved Chickamauga i 1863 reddede unionshæren fra opløsning og gav ham hans mest berømte kælenavn "Rock of Chickamauga"
Han fulgte kort efter denne præstation op med et dramatisk gennembrud på Missionary Ridge i slaget ved Chattanooga. I Franklin-Nashville kampagnen i 1864 opnåede han en af de mest særprægede sejre i krigen, da han ødelagde sydstatsgeneralen John Bell Hoods hær i Slaget ved Nashville.
Thomas havde stor succes i borgerkrigen, men han fik ikke den samme historiske hyldest som nogle af sine samtidige som Ulysses S. Grant og William T. Sherman. Han udviklede et ry som en langsom, velovervejet general, som undgik enhver form for selvforherligelse og afslog forfremmelser, når han ikke syntes, at han havde fortjent dem. Efter krigen skrev han ikke sine erindringer og forskønnede dermed ikke sit eftermæle. Han havde et noget anstrengt personligt forhold til Grant, hvilket var uheldigt i takt med ,at Grant steg i graderne og til sidst blev præsident i USA.

## Tidlige liv
Thomas blev født i Newsom's Depot i Virginia, 8 km fra grænsen til North Carolina. I 1831 blev Thomas, hans søstre og hans mor, som var enke, tvunget til at forlade deres hjem og skjule sig i de nærliggende skove i kølvandet på Nat Turners slaveopstand. Efter at have fået eksamen fra West Point i 1840 gjorde han tjeneste som underordnet officer i artilleriet under Seminolekrigen i Florida i 1841 og i den Mexicansk-amerikanske krig, hvor han deltog i slagene ved Fort Brown, Resaca de la Palma, Monterrey, og Buena Vista. Han blev 3 gange forfremmet for tapperhed i kamp. Fra 1851 til 1854 var han instruktør på West Point. I 1855 blev han udnævnt til major i 2nd U.S. Cavalry af Jefferson Davis, som på det tidspunkt var krigsminister i USA. Den 26. august 1860 under et sammenstød med en comanchekriger ved Clear Fork, Brazos River i Texas blev Thomas såret af en pil, som passerede gennem hans kind og fotsatte ind i brystet på ham. Thomas trak pilen ud, og efter at en læge havde forbundet ham, fortsatte han kampen.

## Borgerkrigen
Ved borgerkrigens udbrud tog tre af Thomas' overordnede i regimentet deres afsked: Albert Sidney Johnston, Robert E. Lee og William J. Hardee. Mange generaler født i Syden stod med valget, om de skulle være loyale mod deres stat eller mod deres land. Det var også tilfældet for Thomas, men han valgte at blive i De Forenede Stater. Hans kone var nordfra, og han var selv modstander af slaveri, og det betød formentlig noget for hans beslutning.
Det resulterede i, at hans familie vendte hans billede ind mod væggen, ødelagde hans breve og talte aldrig til ham igen. Under den svære økonomiske situation i Syden efter krigen sendte Thomas penge til sine søstre, som vredt afviste at modtage dem, idet de hævdede, at de ikke havde en bror.
Alligevel var der en vis grad af mistænkelighed omkring Thomas, da han blev i unionshæren. Den 18. januar 1861, nogle få måneder før krigen brød ud, havde han ansøgt om en stilling som kornetchef på Virginia Military Institute. Enhver hang mod rebellerne kunne imidlertid afvises, efter at han havde afvist et tilbud fra Virginias guvernør, John Letcher, om at blive chef for materielkommandoen i Virginias Provisional Army.
Thomas blev i hurtig rækkefølge forfremmet til oberstløjtnant den 25. april, oberst den 3. maj og brigadegeneral den 17. august. I det første slag ved Bull Run havde han kommandoen over en brigade under generalmajor Robert Patterson i Shenandoahdalen, men alle hans efterfølgende opgaver var i det vestlige operationsområde. Som leder af en uafhængig styrke i det østlige Kentucky besejrede han den 18. januar 1862 sydstatsgeneralerne George B. Crittenden og Felix Zollicoffer i Slaget ved Mill Springs, og opnåede dermed den første vigtige sejr for Unionen i krigen ved at ødelægge Sydstatshærens styrke i det østlige Kentucky og styrke Unionens moral.

### Shiloh og Corinth
Sen 2. december 1861 blev Thomas tildelt kommandoen over 1. division af generalmajor Don Carlos Buell's Army of the Ohio. Han var tilstede på 2. dagen af slaget ved Shiloh 7. april 1862), men kom først efter at slaget var overstået. Sejrherren ved Shiloh, Generalmajor Ulysses S. Grant, kom under alvorlig kritik for det blodige slag, og hans overordnede Generalmajor Henry W. Halleck, reorganiserede hæren, så Grant ikke længere var den øverste kommandant i felten. De tre hære i området blev delt og genskabt som tre fløje. Thomas blev forfremmet til generalmajor ved virkning fra 25. april 1862 fik kommandoen over højre fløj, som bestod af 4 divisioner fra Grant's Army of the Tennessee og en fra Army of the Ohio. Thomas ledede denne hær under Belejringen af Corinth. Den 10. juni fik Grant kommandoen over den oprindelige Army of the Tennessee tilbage.

### Perryville, Stones River, Chickamauga, and Chattanooga
Thomas genoptog sin tjeneste under Don Carlos Buell. Under sydstatsgeneralen Braxton Bragg's invasion af Kentucky i efteråret 1862, var Unionens øverste generaler nervøse over Buell's tendens til at være for forsigtig, og tilbød Thomas at overtage Army of the Ohio, men han afslog. Thomas tjente som Buell's næstkommanderende i Slaget ved Perryville. Selv om slaget ikke havde en klar vinder rent taktisk, stoppede det Bragg's invasion, og han trak sig tilbage til Tennessee. Overkommandoen var igen utilfreds med Buell's ineffektive forfølgelse af Bragg, og erstattede ham med generalmajor William Rosecrans.
Under Rosecrans kommanderede Thomas "Center" fløjen i hæren med det nye navn Army of the Cumberland. Thomas klarede sig imponerende godt under Slaget ved Stones River, hvor han holdt centrum i en unionslinie, som trak sig tilbage, og han forhindrede igen en sejr til Bragg.
Han stod for den vigtigste del af manøvrerne fra Decherd i Tennessee til Chattanooga under Tullahoma kampagnen fra den 22. juni til den 3. juli 1863) og overskridelsen af Tennessee floden. Ved Slaget ved Chickamauga den 19. september 1863, hvor han kommanderede XIV Corps, holdt han igen stand mod Bragg's angreb, mens Unionshæren til højre for ham brød sammen. Thomas samlede fordrevne og spredte enheder på Horseshoe Ridge for at undgå, at et alvorligt nederlag til Unionen blev til en håbløs flugt. Den senere præsidentJames Garfield, som var officer i Army of the Cumberland, besøgte Thomas under slaget med ordrer fra Rosecrans om at trække sig tilbage, og han var tilstede, da Thomas sagde, at han var nødt til at blive for at sikre hærens sikkerhed. Garfield fortalte Rosecrans, at Thomas stod fast som en klippe.
Efter slaget blev han almindelig kendt ved kælenavnet "The Rock of Chickamauga", hvilket pegede på hans standhaftighed med hensyn til at holde vigtige stillinger mod høje odds.
Thomas efterfulgte Rosecrans som chef for Army of the Cumberland kort tid før slaget ved Chattanooga den 23. november – 25. november 1863), en imponerende sejr for Unionen, hvor højdepunktet kom, da Thomas' tropper stormede Sydstatshærens linje på Missionary Ridge. Da Army of the Cumberland fortsatte længere frem end den havde fået ordre til spurgte general Grant Thomas: "Hvem beordrede denne fremrykning?" Thomas svarede: "Det ved jeg ikke, jeg gjorde ikke".

### Atlanta og Franklin/Nashville
Under generalmajor William Tecumseh Sherman's fremrykning gennem Georgia i foråret 1864 var Army of the Cumberland på over 60.000 mand, og Thomas's stab håndterede hele logistikken og ingeniørarbejdet for hele Sherman's arme gruppe. I Slaget ved Peachtree Creek den 20. juli 1864), forårsagede Thomas's forsvar alvorlige skader på Generalløjtnant John Bell Hood's hær i dens første forsøg på at bryde belejringen af Atlanta.
Da Hood brød ud af Atlanta i efteråret 1864 og generede Shermans lange kommunikationslinier og prøvede på at få Sherman til at følge sig nordpå, overskar Sherman sine kommunikationslinier og begyndte Shermans march mod havet. Thomas blev tilbage og kæmpede mod Hood i Franklin-Nashville kampagnen. Thomas kæmpede med hood om først at nå Nashville, hvor han ville få forstærkninger.
I Slaget ved Franklin den 30. november 1864, tildelte en stor del af Thomas' styrke under generalmajor John M. Schofield, Hood et alvorligt nederlag og fastholdt ham tilstrækkelig længe til at dække samlingen af styrkerne ved Nashville. I Nashville måtte Thomas organisere sine styrker, som var trukket dertil fra alle dele af Vesten, og som indeholdt mange nye tropper og selv folk fra forsyningstropperne. Han afviste at angribe indtil hans hær var klar, og isen var smeltet tilstrækkeligt til at hans mænd kunne bevæge sig omkring. Hele Norden, inkl. General Grant, som nu var øverstkommanderende for alle Unionens hære, blev utålmodige over ventetiden. Generalmajor John A. Logan blev sendt af sted med ordre om at afløse Thomas, og snart efter rejste Grant fra City Point i Virginia for selv at overtage kommandoen.
Thomas angreb den 15. december i Slaget ved Nashville og ødelagde Hood's hær. Thomas sendte sin kone, Frances Lucretia Kellogg Thomas, det følgende telegram, som er det eneste, der har overlevet af Thomas' korrespondance: "Vi har slået fjenden, taget mange fanger og en betydelig mængde artilleri."
Thomas blev udnævnt til generalmajor i den stående hær med virkning fra datoen for sejren ved Nashville og modtog Kongressens tak:
| Citat | ... til Generalmajor George H. Thomas og officerer og soldater under hans kommando for deres kunnen og deres uforfærdede mod hvormed oprørshæren under general Hood blev afgørende slået og drevet væk fra staten Tennessee. | Citat |
|       | |       |

Thomas fik også et nyt kælenavn efter sin sejr: "The Sledge of Nashville".

## Senere år
Efter afslutningen af borgerkrigen kommanderede Thomas hærafdelinger i Kentucky og Tennessee indtil 1869. Præsident Andrew Johnson tilbød Thomas rang af generalløjtnant—med henblik på med tiden at afløse Grant, en Republikaner og fremtidig præsident, med Thomas, som øverstkommanderende general. Men den altid loyale Thomas bad Senatet om at fjerne hans navn fra nomineringen, da han ikke ønskede at blive inddraget i politik. I 1869 bad han om at måtte overtage kommandoen over styrkerne ved Stillehavet med hovedkvarter i San Francisco. Han døde der af et slagtilfælde, mens han skrev et svar på en artikel, som kritiserede hans militære karriere. Han blev begravet på Oakwood kirkegården i Troy, New York. Ingen af hans blodbeslægtede deltog i begravelsen.

## Thomas's arv
Hans kadetter på West Point gav ham tilnavnet "Slow Trot Thomas", og dette øgenavn blev brugt til at nedgøre ham. Han bevægede sig langsomt på grund af en skadet ryg, men mentalt var han alt andet end langsom, blot metodisk. Han var kendt for præcise vurderinger og grundigt kendskab til sin profession, og når først han havde forstået et problem og tiden var inde til handling, ville han slå et hurtigt og kraftigt slag.
Veteranernes organisation for Army of the Cumberland kæmpede gennem hele dens eksistens for at sikre at han blev æret for alt hvad han havde gjort.
Thomas var kun øverstkommanderende i 2 slag i Borgerkrigen, slaget ved Mill Springs i begyndelsen af krigen og slaget ved Nashville i slutningen. Begge var sejre. Hans bidrag i slagene ved Stones River, Chickamauga, Chattanooga og Peach Tree var afgørende. Hans væsentligste arv lå i udviklingen af den moderne doktrin for slagmarken og hans mestren af logistik.
Generelt er Thomas blevet højt vurderet af borgerkrigshistorikere. Bruce Catton og Carl Sandburg skrev glødende om ham, og mange betragter Thomas som en af de tre dygtigste unionsgeneraler efter Grant og Sherman. Men Thomas kom aldrig ind i offentlighedens bevidsthed på samme måde som disse mænd. Generalen ødelagde sine private papirer, idet han sagde at "han ikke ønskede sit liv sjakret på print for nysgerriges øjne".
Fra starten af 1870-erne udgav mange borgerkrigsgeneraler deres erindringer, hvor de begrundede deres beslutninger eller kæmpede gamle kampe om igen, men Thomas, som døde i 1870, offentliggjorde aldrig sine erindringer.
Grant og Thomas havde et køligt forhold, af grunde som ikke står fuldstændig klare. Da en drivvåd Grant ankom til Thomas' hovedkvarter før Chattanooga kampagnen, tog Thomas, som var optaget af andre aktiviteter, ikke notits af generalen i flere minutter, indtil en underordnet geb ind. Thomas' såkaldte langsomhed ved Nashville drev Grant til vanvid, selv om den var begundet i vejret, og Grant lod ham afløse. I sine Personal Memoirs, havde Grant en tendens til at nedspille Thomas's bidrag, især under Franklin-Nashville kampagnen, hvor han skrev at hans bevægelser "altid var så overvejede og langsomme omend effektive ved forsvar." Sherman, som havde været i Thomas' nærhed gennem det meste af krigen, gentog beskyldningen om, at Thomas var langsom, efter krigen, og denne fordømmelse gennem betinget ros var styrende for vurderingen af Klippen fra Chickamauga langt ind i det 20. århundrede.

## Til minde
A fort syd for Newport i Kentucky blev opkaldt efter ham, og byen Fort Thomas står der den dag i dag og bærer hans navn. A rytterstatue til ære for General Thomas finder man i Thomas Circle i centrum af Washington, D.C.
Et graveret portræt af Thomas var at se på amerikanske pengesedler fra 1890 og 1891. Sedlerne kaldes "Treasury notes" og er samlerobjekter i dag. Disse sjældne sedler betragtes af mange som de fineste eksempler på detaljeret gravering nogensinde fundet på pengesedler.
I 1999 blev en statue af Thomas udformet af billedhuggeren Rudy Ayoroa afsløret i Lebanon Kentucky.

## Yderligere læsning
- Furgurson, Ernest B., "Catching up with Old Slow Trot", Smithsonian, marts 2007, pages 50-57.